# Théodore Nzué Nguema
Théodore Nzué Nguema (francès: Théodore Zue Nguema)  (Mongomo, 9 de novembre de 1973 - Bata, 5 de maig de 2022) fou un futbolista del Gabon de la dècada de 1990. Fou internacional amb la selecció de futbol del Gabon. Pel que fa a clubs, destacà a Angers SCO, ES Zarzis i SC Braga.
Trajectòria com a entrenador:
- 2012: Real Castel
- 2015: AD Mongomo / Futuro Kings